# Caëstre

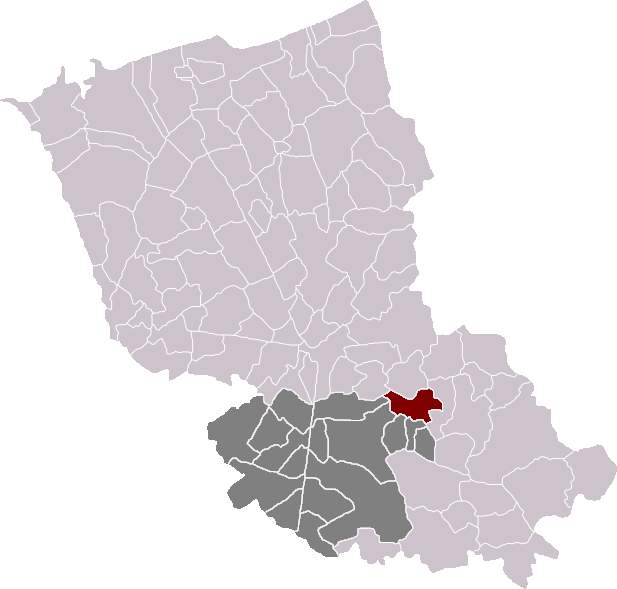
Localització de Caëstre

Caëstre  (en neerlandès Kaaster, en flamenc occidental Caester) és un municipi francès, situat a la regió dels Alts de França, al departament del Nord, que forma part de la Westhoek. L'any 2006 tenia 1.670 habitants. Limita al nord-oest amb Saint-Sylvestre-Cappel, al nord amb Eecke, a l'oest amb Hondeghem, a l'est amb Flêtre, al sud-oest amb Hazebrouck i al sud amb Borre i Pradelles.

## Demografia
| 1962                                       | 1968  | 1975  | 1982  | 1990  | 1999  |
| ------------------------------------------ | ----- | ----- | ----- | ----- | ----- |
| 1.114                                      | 1.164 | 1.191 | 1.340 | 1.597 | 1.677 |
| Des de 1962: població sense dobles comptes |       |       |       |       |       |

## Administració
| Període | Identitat  | Partit        |
| ------- | ---------- | ------------- |
| 2001-   | Yves Baron | Divers droite |

## Galeria d'imatges

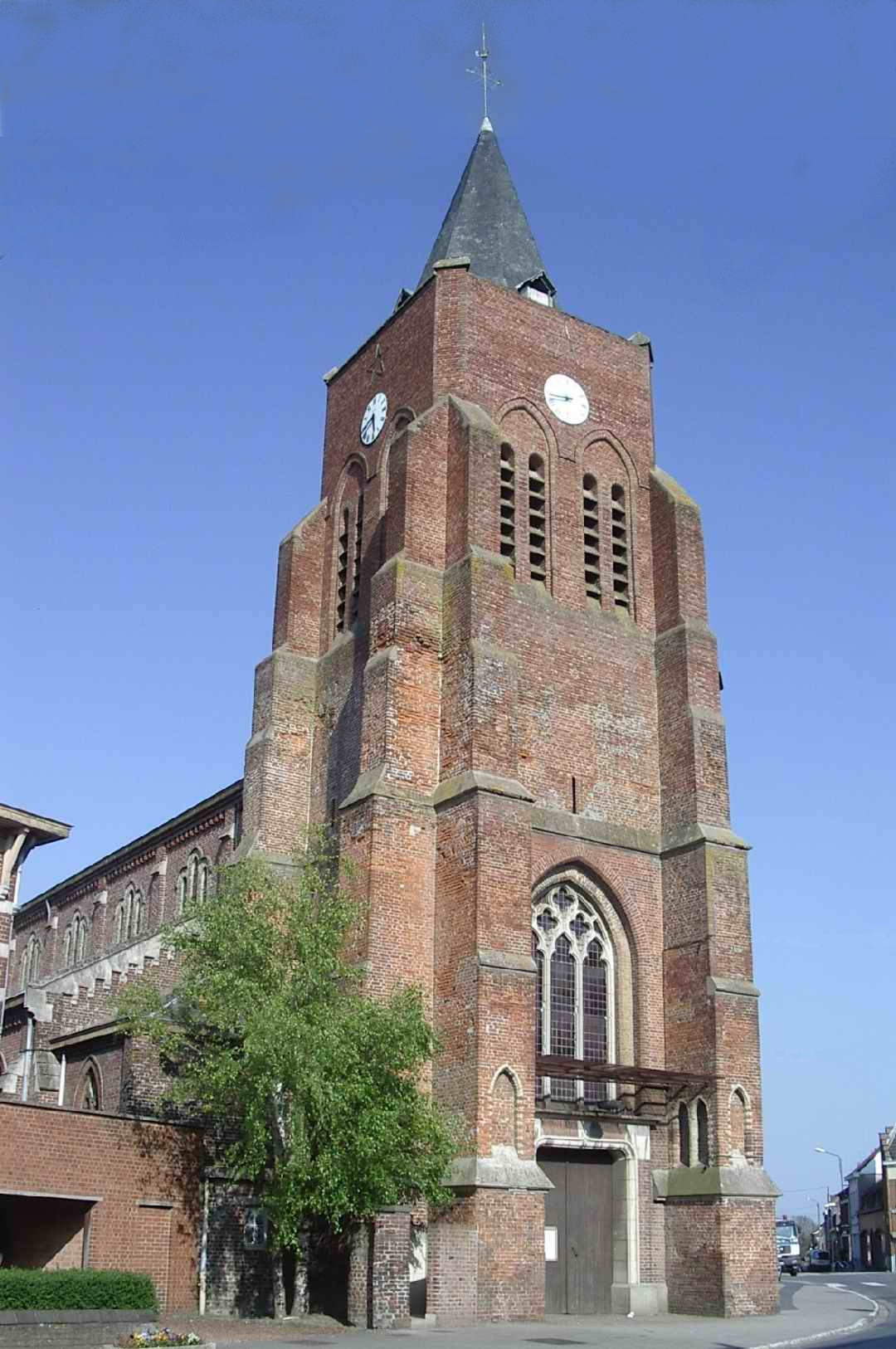
L'església St Omer.
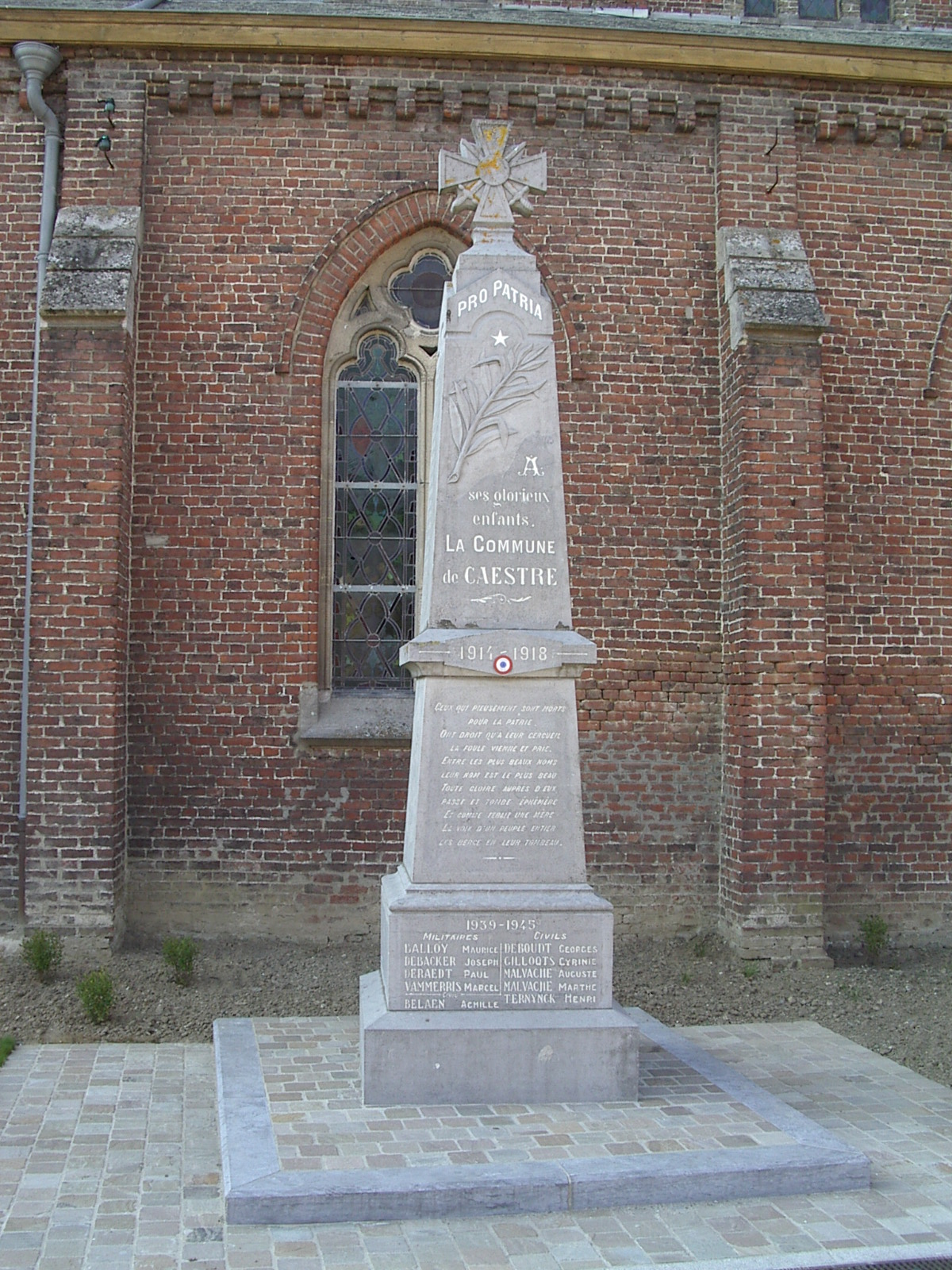
El monument als morts.
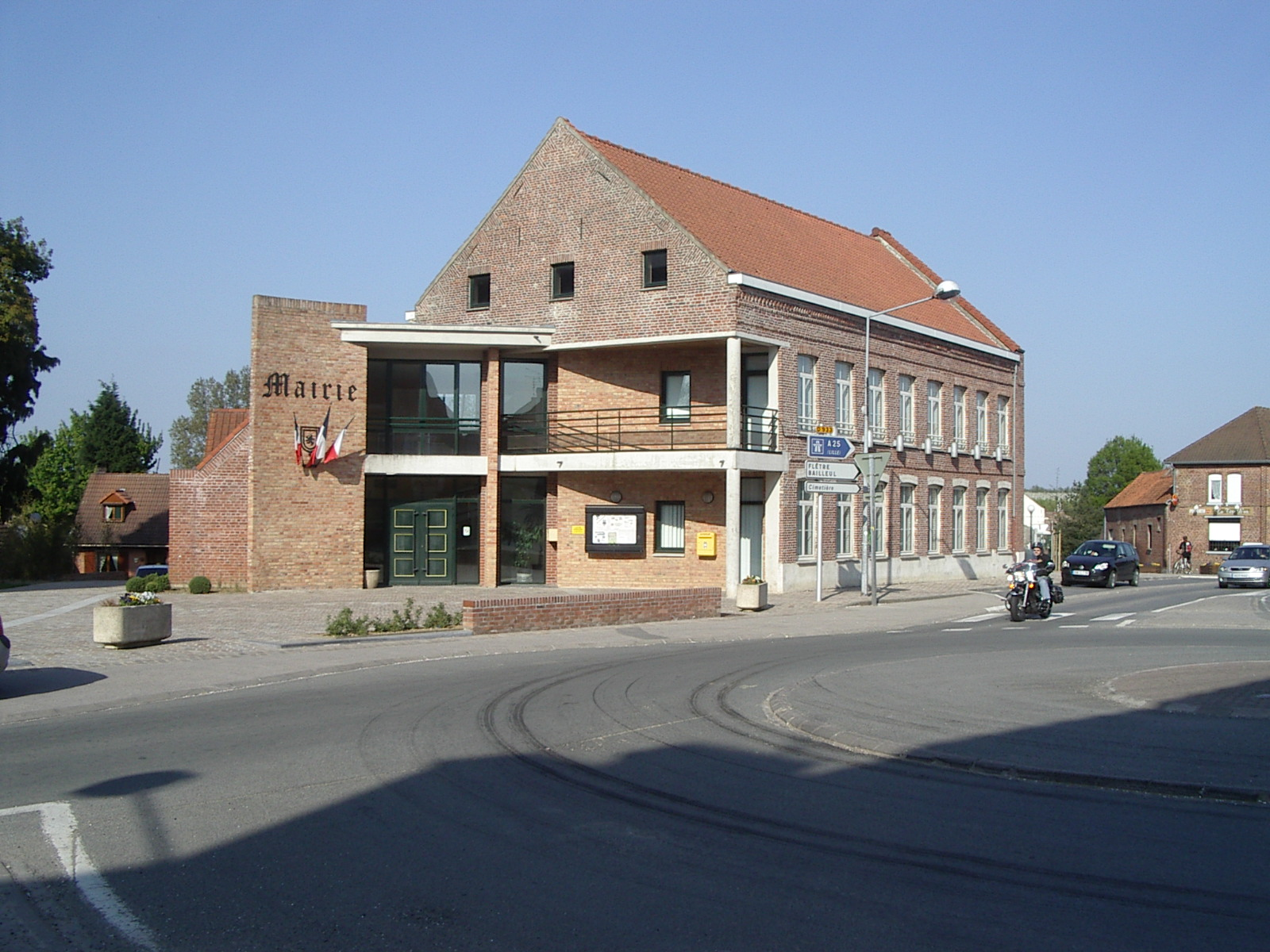
L'alcaldia.
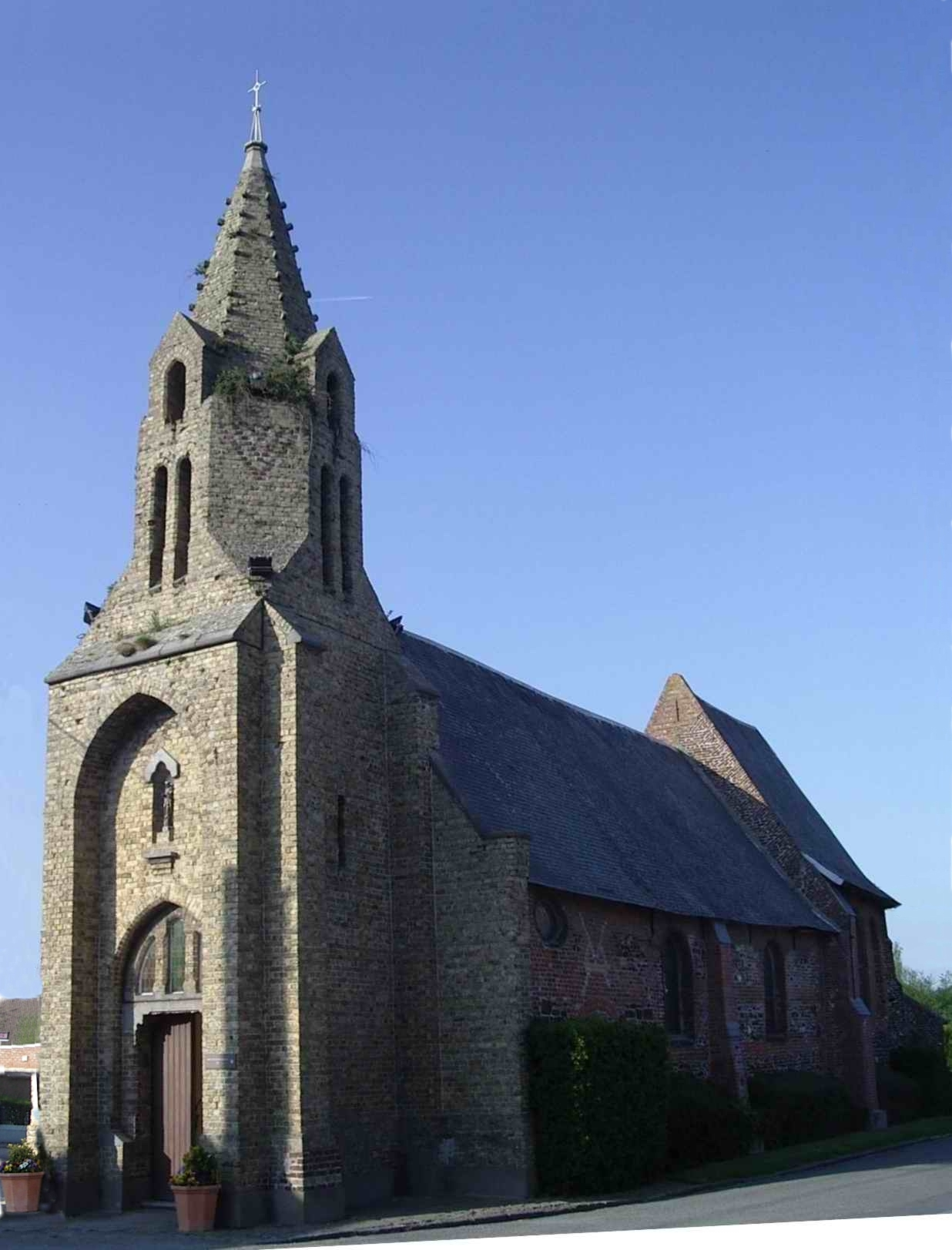
La capella de les 3 verges.